# Адамка (Польща)
Адамка (пол. Adamka) — село в Польщі, у гміні Задзім Поддембицького повіту Лодзинського воєводства.
Населення — 107 осіб (2011).
У 1975-1998 роках село належало до Серадзького воєводства.

## Демографія
Демографічна структура станом на 31 березня 2011 року:
|          | Загалом | Допрацездатний вік | Працездатний вік | Постпрацездатний вік |
| -------- | ------- | ------------------ | ---------------- | -------------------- |
| Чоловіки | 60      | 19                 | 33               | 8                    |
| Жінки    | 47      | 6                  | 22               | 19                   |
| Разом    | 107     | 25                 | 55               | 27                   |